# تانگ پنگ

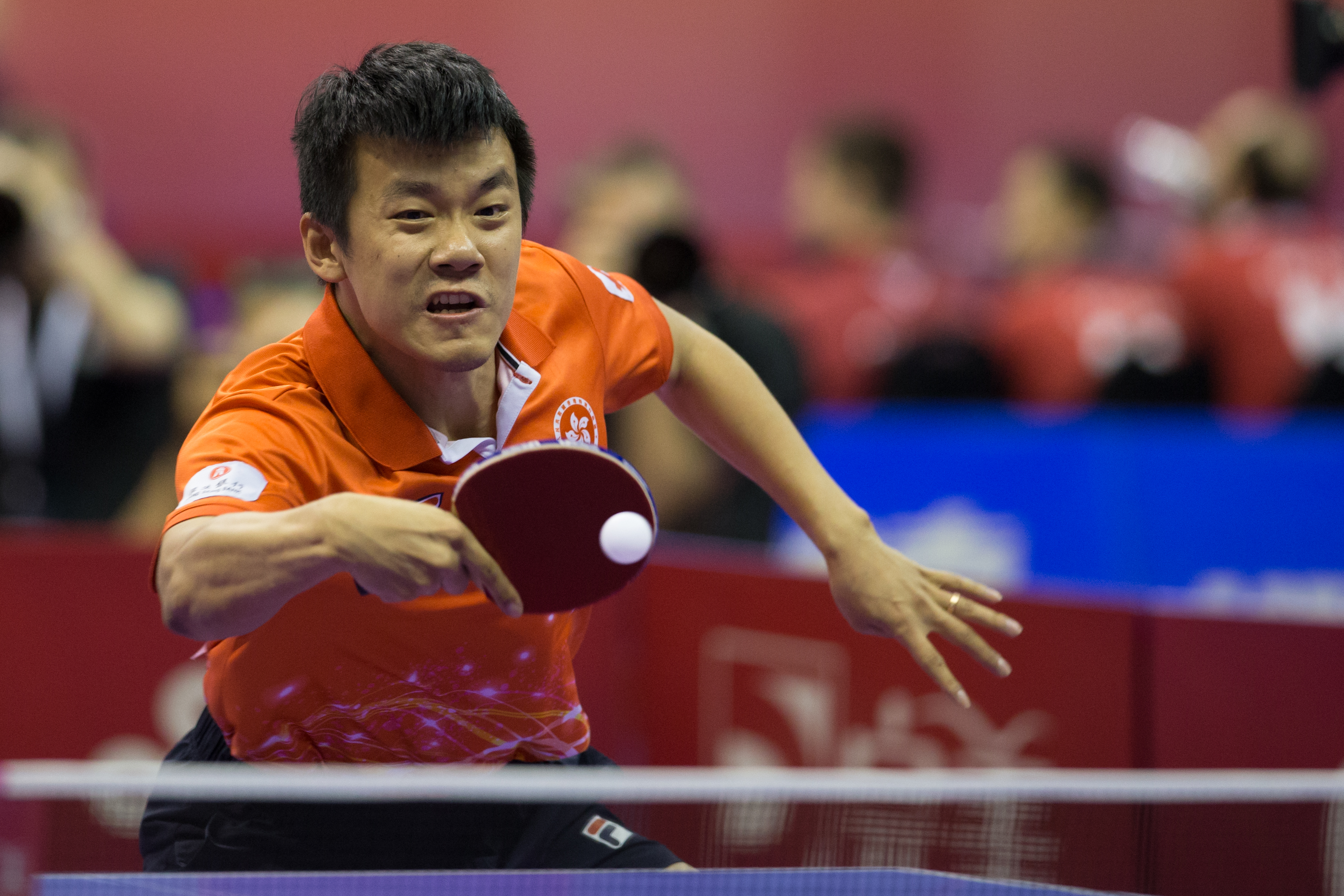
تانگ پنگ - ۲۰۱۶

تانگ پنگ (انگلیسی: Tang Peng؛ زادهٔ ۴ فوریهٔ ۱۹۸۱) یک بازیکن تنیس روی میز اهل جمهوری خلق چین است. 
وی در مسابقات کشوری و بین‌المللی در مجموع برنده ۱ مدال برنز شده‌است.